# باول رينولدز (صحفي)
باول رينولدز (بالإنجليزية: Paul Reynolds)‏ هو صحفي بريطاني، ولد في 23 فبراير 1946.